# Bon Jovi - Live from London
Bon Jovi - Live from London 1995 är en konsertfilm med bandet Bon Jovi.
Konserten ägde rum den 25 juni 1995 på Wembley Stadium i London, England.
Bandet spelade både gamla hits och nya låtar inför 72 000 fans.
Nominerad för en Grammy 1997 i kategorin Best Music Video - Long Form.

## Medverkande
- Jon Bon Jovi
- David Bryan
- Heather Locklear
- Hugh McDonald
- Richie Sambora
- Tico Torres

## Låtlista
1. Living On A Prayer
2. You Give Love A Bad Name
3. Keep The Faith
4. Always
5. Blaze Of Glory
6. Lay Your Hands On Me
7. I'll Sleep When I'm Dead
8. Bad Medicine
9. Hey God
10. Wanted Dead Or Alive
11. This Ain't A Love Song
12. These Days (bonusmaterial)